# 日林姆雷諾克
51°2′19″N 30°56′45″E / 51.03861°N 30.94583°E
日林姆雷諾克（烏克蘭語：Жилин Млинок），是烏克蘭北部切爾尼希夫州切爾尼希夫區奥斯泰尔市镇的村庄。始建於1569年，面積0.17平方公里，海拔高度117米，2001年人口28，人口密度每平方公里163.7人。